# Чарлс Гловер Баркла
Чарлс Гловер Баркла (енгл. Charles Glover Barkla, 7. јун 1877 – 23. октобар 1944) био је британски физичар и добитник Нобелове награде за физику 1917. године за свој рад на пољу рендгенске спектроскопије и сродним областима које проучавају рендгенске зраке.